# Miguel Ángel Zotto
Miguel Ángel Zotto (Vicente López, 7 de agosto de 1958) es un coreógrafo y bailarín de tango argentino.

## Biografía
Zotto nació el 7 de agosto de 1958 en Vicente López, provincia de Buenos Aires, hijo de inmigrantes italianos de Campomaggiore, provincia de Potenza. Proviene de una familia netamente tanguera, de raíces populares. Se crio en la localidad de Villa Ballester, escuchando tangos con su abuelo que era bailarín, y su padre, bailarín y actor. Su formación como bailarín en distintos ritmos es popular. A los 17 años comienza sus estudios de tango con diferentes maestros. En el año 1979 descubre al maestro Rodolfo Dinzel con quien comienza a estudiar intensamente. Así baila durante 6 años en las distintas milongas - salones donde se baila el tango - de Buenos Aires. 
En 1984, Rodolfo Dinzel lo propone como maestro de Tango en la "Universidad de Belgrano" de Buenos Aires. En 1985 saltó a la notoriedad como coprotagonista e instructor de Tango del espectáculo "JAZMINES" de Ana María Stekelman que se presenta en "Michelángelo", Teatro Municipal General San Martín y de gira por Venezuela. Durante el mismo año dicta seminarios para bailarines del Teatro Colón y Teatro M. G. San Martín de Buenos Aires.
MIGUEL ANGEL ZOTTO en abril del 1986 es convocado por CLAUDIO SEGOVIA y HECTOR OREZZOLI para el espectáculo de éxito en Broadway "TANGO ARGENTINO". Su rol solista es "La Cumparsita", Tango al estilo "Valentino" de los años '20. Con este espectáculo realizan numerosas y extensas giras por el mundo actuando en 56 ciudades de USA, en Canadá, Venezuela, Alemania, Suiza, Austria, Japón y Francia.
Durante los años 1986, 87, 88 y 89 realiza un intenso perfeccionamiento con los maestros Antonio Todaro, Juan C.Copes, Finito, Petróleo, Virulazo y Elvira, Pepito Avellaneda.
En 1988 crea la Compañía Tango X 2 . Rápidamente adquiere proyección internacional, presentándose en diversos escenarios de Europa y EE. UU.. Participó del filme Tango, Bayle nuestro (1988) de [Jorge Zanada].
En 1990 estrena el espectáculo “TANGO X 2 HOMENAJE A GARDEL” asumiendo la coreografía, la dirección y la interpretación de la misma..
En 1991 es invitado por la Opera de Houston (Texas) para realizar las coregrafías de la ópera-tango "MARÍA DE BUENOS AIRES" de Piazzolla y Ferrer, en la cual Miguel A. Zotto encarna uno de los roles protagónicos, personaje: “El Gato”.
En 1992 ha participado en la Expo Sevilla en el pabellón de Argentina.
Protagoniza con Robert Duvall el programa "Tango" para la National Geographic Society (USA).
En 1993 se estrena la obra "PERFUMES DE TANGO". Realiza una extraordinaria temporada en el Teatro Sadler's Wells de Londres, una gira por Argentina. En este mismo año, realizan la primera gira por USA recorriendo las principales ciudades: Nueva York, Washington, Boston, Philadelphia, Atlanta, etc.
En 1994, Roma, Milán, Turín, Palacio de Congresos de Nanterre (París), Festival Internacional de Atenas (Grecia), Festival Internacional de Danza Aix-en-Provence. Realiza durante cinco semanas la primera gira por Japón, actuando en las principales ciudades del país: Tokio, Kyoto, Wakayama, Hiroshima, Osaka, etc. En este año visita Moscú (Rusia). Se presenta durante ocho semanas en el Teatro Astral en Buenos Aires. Participan del “Festival Cervantino ‘94” en las ciudades de México: Guanajuato y Monterrey.
En 1995 Festival de las Artes en Hong-Kong, Maison de la Dance (Lyon) y su presentación en España del 21 de marzo al 10 de abril en el Teatro Albéniz de Madrid.
En octubre y noviembre realizan con gran éxito su segunda gira en Estados Unidos.
En 1996 realizan 12 semanas de Temporada de Verano del Teatro Presidente Alvear de Buenos Aires con "Perfumes de Tango."
En el mes de mayo Tango x 2 viaja a Bélgica en representación de la Argentina, junto a la delegación presidencial y con la presencia del Presidente de la República, invitados por la Comunidad Económica Europea. Esta fue una de las funciones más emotivas de la Compañía, ya que asistieron los presidentes de distintos países integrantes de dicha Comunidad, quienes aplaudieron de pie la actuación de Tango x 2.
Segunda y exitosa gira por Japón recorriendo Tokio, Fukuoka, Hiroshima, Kyoto, entre otras.
Estreno mundial del espectáculo “UNA NOCHE DE TANGO” en Buenos Aires y luego participan en la Bienal de la Danza en La Maison de la Danse en Lyon, Francia. Se presenta en el Citi Center de New York, USA realizando 11 funciones en una exitora temporada obteniendo el récord de 29.000 espectadores en dicha cantidad de funciones.
Realizan una nueva gira con "Perfumes de Tango" por Roma, Londres, Nueva York y Santiago de Chile. Obtienen excelentes críticas del los principales diarios neoyorquinos: “New York Times” y “New York Post”. La revista “Magazine Dance” declara “Tango x 2” mejor espectáculo de la temporada de New York.
En 1997 se presentan en el Teatro Avenida de Buenos Aires con el espectáculo "Una Noche de Tango".
Actuaciones en Finlandia y Dinamarca con el espectáculo "Perfumes de Tango".
Realizan una gira por 72 ciudades de USA con sus dos espectáculos.
En 1998 recorren Italia, Finlandia, Alemania, Inglaterra, Israel y Grecia presentando "Perfumes de Tango" y 3 semanas en Roma con "Una Noche de Tango".
Reciben el premio "Gino Tani" a la danza en Roma.
Se presentan con el espectáculo "Una Noche de Tango" en el Teatro Municipal Pte. Alvear en Buenos Aires.
En diciembre "Una Noche de Tango" es declarado "Mejor espectáculo de danza del año" por el diario Clarín.
En febrero de 1999 participan del “Festival Internacional de Cultura Paiz” presentándose con gran éxito en la Antigua Guatemala.
En julio realizan una gira por Nicaragua, Honduras y México presentando “Perfumes de Tango”. Luego en el Teatro Libertador San Martín de la ciudad de Córdoba, Argentina.
En noviembre se presentaron en Santiago de Chile con “Perfumes de Tango”.
En Italia le otorgan el premio “Possitano”, uno de los más importantes premios dentro de la danza.
En enero de 2000 Miguel presenta un nuevo espectáculo denominado “Z X 2, TANGO SINFÓNICO” en Australia junto al pianista Pablo Ziegler y la Orquesta Sinfónica de Sídney el cual se presenta en el Sydney Opera House Concert Hall.
Durante los meses de febrero, marzo y abril realizan una gira por Milán, Torino y Londres con “Una Noche de Tango” y en Lyon junto a Jairo y los hermanos Saavedra presentan un nuevo espectáculo de Tango y Folklore, con gran éxito de la crítica y del público.
En abril Miguel Ángel Zotto fue elegido en Buenos Aires, por voto popular, como uno de los tres mejores bailarines del tango del siglo XX.
En mayo la Compañía “Tango x 2” se presenta con su espectáculo “Perfumes de Tango” en la Ciudad de San Pablo, Brasil en el marco de la “Fiesta Nacional de la República Argentina”.
En los meses de julio y agosto participan con “Una Noche de Tango” en diversos Festivales Internacionales de Tango, recorriendo importantes ciudades de Italia, Francia y Dinamarca.
A partir del 27 de septiembre Miguel Ángel Zotto festeja los 10 años de la Compañía “TANGO X 2” y su permanencia durante 12 temporadas consecutivas, presentando el espectáculo “Perfumes de Tango” en el Teatro Presidente Alvear con 20 artistas en escena en temporada de tres meses.
2001 Segunda presentación de “Z x 2 Tango Sinfónico”, realizando tres actuaciones en el Opera House Concert Hall, en Sídney, Australia.
En el mes de mayo participa como instructor y primer bailarín de tango del “Tango Congress of Miami Beach” organizado por USTC Tango Fantasy, realizado en el Fontainebleau Hilton of Miami Beach.
Miguel Ángel Zotto fue elegido por el Gobierno de la Ciudad de Buenos Aires como Padrino del Primer Festival Internacional de Tango en Buenos Aires, en el cual este año el protagonista principal fue la Danza.
Gira internacional durante tres meses presentando “Una Noche de Tango” en Roma, Bologna, Florencia, Milano y Londres, retornando luego para presentarse en diversos Festivales de Verano en Mánchester (Inglaterra), Evian (Francia), Verona (Italia) e Innsbruck (Austria).
De regreso en Buenos Aires, se presenta una nueva versión de "Una Noche de Tango" en los teatros Astral y Metropólitan, permaneciendo en la calle corrientes durante cinco meses de éxito. 
2002 En marzo del 2002 la Compañía TANGO X 2 participa por segunda vez del prestigioso “Festival de Bellas Artes” en Hong-Kong, presentando con gran éxito el espectáculo "Una Noche de Tango".
En abril Miguel Ángel Zotto participa de la gala de cierre del "Festival de Cine Argentino" en Miami - USA -.
En junio de 2002 participa como coreógrafo y bailarín de una nueva versión de la Opera Prima de Astor Piazzolla y Horacio Ferrer, “MARÍA DE BUENOS AIRES”, presentándose en el Teatro Alighieri de Ravenna y en el Teatro Comunale de Bologna, Italia.
La Compañía“Tango x 2” se presenta con su espectáculo “Una Noche de Tango” realizando una extensa gira por Graz, (Austria); Atenas, (Grecia); en Las Palmas de Gran Canarias (España) finalizando la gira en Menton (Francia).
2003 A principios de marzo realiza una actuación con su espectáculo en la ciudad de Mar del Plata como invitados especiales en el prestigioso Festival de Cine de la mencionada ciudad.
Durante marzo y abril la Compañía realiza una temporada en el Teatro Tívoli de Barcelona, España con el show Una Noche de Tango. 
En el mes de mayo participa como instructor de tango en el “Tango Congress of Miami Beach” organizado por USTC Tango Fantasy, realizado en el Fontainebleau Hilton of Miami Beach donde asimismo realiza actuaciones frente a un auditorio de 1.100 personas cada noche.
En junio realiza un workshop y actuaciones en el Festival “Tangofolies” de Lausanne, Suiza.
Participa del “Festival Buenos Aires Tango” en París, en el Teatro Nacional Chaillot obteniendo excelentes críticas del diario “Liberation” donde lo destacan como “el Maradona del parquet”.
En el mes de junio Miguel Ángel Zotto fue nombrado “Académico de Honor” por la Academia Nacional del Tango.
En el mes de julio organiza un importante Festival de Tango denominado “Napolitano Tango” en la ciudad de Nápoles, Italia, en el cual se realizan diversas actuaciones; clases de tango, milonga y vals; conferencias sobre la historia del tango y exposiciones con partituras y fotos originales de tango.
Realiza un seminario y show en Pergamino, en la Matinee Milonga.
En agosto realizan una gira por Verona, Italia presentando un espectáculo de tango y folclore llamado “Tango y Argentina” junto a los hermanos Koqui y Pajarín Saavedra y con la participación especial de Jairo.
En septiembre de 2003 estrena con gran éxito un nuevo espectáculo llamado “TANGOS DE LA CRUZ DEL SUR”, con 22 artistas en escena, en el Teatro Astral de Buenos Aires. Con vestuario de María Julia Bertotto, escenografía multimedia realizada por Tito Egurza, dirección musical de Andrés Linetzky y con la participaciones especiales en guitarras de Luis Salinas y la voz en off de Alfredo Alcón.
2004 Estrena una adaptación del nuevo espectáculo “Tangos de la Cruz del Sur” en Bologna, Roma y Milán (Italia) denominado “TANGOS; UNA LEYENDA” y luego realiza una temporada con el mismo espectáculo en Londres, Inglaterra.
En el mes de mayo participa nuevamente como instructor de tango en el “Tango Congress of Miami Beach” organizado por USTC Tango Fantasy, realizado en el Fontainebleau Hilton of Miami Beach. 
En el mes de julio dirige por segunda vez el Festival de Tango “Napolitano Tango” en Nápoles, Italia, contando con el apoyo de la Comuna de Nápoles y la participación especial de Horacio Ferrer.
2005 En marzo participa de la Cumbre de Tango de Sevilla. Luego dicta seminarios y workshops durante dos meses en España, Italia, Londres y Alemania.
En mayo participa como instructor de tango en el “Tango Congress of Miami Beach” organizado por USTC Tango Fantasy, realizado en el Fontainebleau Hilton of Miami Beach. 
Participa como figura principal del “World Tango Festival” en Tokio, Japón, donde realizó distintas actividades: workshops de tango; exhibiciones, y participación en las funciones de Tango Libertad.
Gira con el espectáculo “TANGOS, UNA LEYENDA” en Grecia, en las ciudades de Salónicos y Atenas y Hong Kong.
2006 Estreno mundial del espectáculo “SU HISTORIA” en el Teatro Lola Membrives, que recorre, cuadro a cuadro, los momentos más relevantes de la crónica coreográfica de todos sus espectáculos comenzando desde sus orígenes. Un gran musical que se presenta por primera vez con un texto argumental que acompaña las 90 coreografías, con una puesta en escena inédita y única. 
Gira en Suiza, Italia (Milán, Bari, Varese, Bresci, Bologna, Roma) y Londres durante los meses de marzo a junio.
Gira en Israel (Tel Aviv, Jerusalén y Haifa) en el mes de noviembre con el espectáculo “Su Historia”.
Participa de la producción televisiva AMICI DI MARIA DI FILIPPI del CANAL 5 de ITALIA, como instructor de tango. En dicho programa dicta varios Master Classes de Tango para jóvenes, transmitiendo lo más auténtico del tango danza.
Del 26 de Noviembre al 5 de diciembre participa por segunda vez consecutiva, como figura principal del “World Tango Festival” en Tokio, Japón, donde realizó distintas actividades: workshops de tango; exhibiciones, actuación como juez en la Segunda Competencia Abierta de Tango en Japón. y participación en las funciones de Tango Libertad.
Fue convocado por la firma CHANEL como invitado especial para realizar un show con la Compañía Tango x 2 el 14 de diciembre, en la “Chanel Christmas Dinner Party” en el Grand Hyatt Tokio – Japón . Este evento fue organizado por CHANEL para sus clientes más exclusivos en Japón.
2007 En enero de 2007 presenta el show “SU HISTORIA” en el CITY CENTER THEATRE DE NEW YORK. 
En febrero participa en Florianópolis, Brasil, del Festival de clases y exhibiciones “Florianópolis Tango 2007”. Durante los meses de marzo y abril presenta con gran éxito de la crítica y el público el espectáculo SU HISTORIA en Holanda (Ámsterdam y Rótterdam).
En marzo Comienza con Daiana Guspero, actualmente pareja de baile y de vida.
En mayo participa nuevamente en el “Tango Congress of Miami Beach” organizado por USTC Tango Fantasy.
En el mes de julio presenta un nuevo show llamado “SU HISTORIA SEGUNDA PARTE” en el Teatro Fundación Astengo de Rosario, Pcia. Santa Fe.
En septiembre realizan una gira por Italia con “Su Historia Segunda Parte” presentándose en los Festivales de Verano en las ciudades de – Roma – Milán - Cremona – Spello - Sordevolo – Verona.
En noviembre la “Associazione Culturale “La Casa del Ballo” de la Comuna de Roma” le otorga – por voto unánime - el premio "Roma per il Ballo e la Danza” por su importante contribución a la difusión del baile y la danza, y en particular del Tango Argentino. 
A partir de noviembre de 2007 comienza una extensa gira presentando “MIGUEL ANGEL ZOTTO ES BUENOS AIRES TANGO”, con el que recorre las siguientes ciudades de Italia: Roma, Piacenza, Pesaro, Prato, Mantova, Brecia, Udine, Milano, Catanzaro y Lugano (Suiza).
```
2008 Se presentan nuevamente en el City Center Theatre en New York, y finalmente realizan una exitosa temporada en el Sadlers Wells – Peacock Theatre, en Londres. 
```

Durante los meses de abril y mayo estrena en Buenos Aires el espectáculo “MIGUEL ANGEL ZOTTO ES BUENOS AIRES TANGO” en el Teatro Astral.
En abril recibe el Diploma de Honor otorgado por el Consejo Argentino de la Danza en mérito a su fecunda labor docente.
En agosto cierra el 6º Mundial de Tango en Buenos Aires bailando junto a Mariano Mores.
En diciembre realiza una gira presentando el nuevo espectáculo “Miguel Angel Zotto es Buenos Aires Tango” en Italia recorriendo las principales ciudades: Bologna,  Milán, Catanzaro, Potenza, entre otras.
2009 Continúa la gira por Italia en el mes de enero. Dictado de numerosas clases y seminarios de tango en las principales ciudades de Europa: Milán, Roma, Londres, Atenas, entre otras.
En agosto participa de diferentes actuaciones siendo parte del “Mundial de Tango” y del “Festival de Tango” en Buenos Aires.  
Apertura en Buenos Aires de “ZOTTO TANGO SHOP”, una boutique de venta de diferentes artículos relacionados con el tango: vestidos de alta costura para show y milonga, zapatos con diseños exclusivos, DVD de lecciones de tango con el Método Miguel Ángel Zotto, DVD, CD, pósteres y fotos de la Compañía Tango x 2, CD de diferentes orquestas y cantantes de tango para bailar, partituras de tango, vals y milonga, cuadros del pintor italiano Massimo Pennaccini.
Creación de un sistema Nuevo de venta de clases de tango en línea: www.zottotango.com
Gira en Atenas, Grecia presentando el show Miguel Ángel Zotto es Buenos Aires Tango en el teatro Atenas Megaron.
2010 Dictado de clases y participación en diversos festivales internacionales de tango desde marzo hasta agosto : Festival Latinoamericando, MILANO, Festival de VENECIA, Festival de RIMINI, TORINO 1º Mundial Europeo de Tango en el cual realizó el espectáculo filmado por la RAI internacional y local, Festival de Tango en PUGLIA: Selva di Fassano, CANADÁ TORONTO: Seminarios y espectáculos durante una semana, Festival de Tango en ROMA, Organiza la primera semana de tango en el LAGO DI LARGA: seminarios, conferencias, espectáculos y milonga y monta un espectáculo junto al maestro Horacio Ferrer: Homenaje a Astor Piazzolla y Horacio Ferrer, ISOLA DE ELBA: monta un espectáculo, CREMONA: clases y espectáculo, Monta una escuela con clases en MILANO durante los meses de junio y julio los días lunes y jueves.
En agosto cierra el Festival de Tango en Buenos Aires bailando en el LUNA PARK junto a la orquesta del maestro Leopoldo Federico.
Es miembro del Jurado de la final del Mundial de Tango en Buenos Aires en el LUNA PARK.
Durante los meses de octubre y noviembre dicta seminarios en Roma, Milán y Verona.
En diciembre comienza a ensayar un nuevo show en Buenos Aires.
2011 En enero Miguel Zotto presenta el debut de un nuevo show llamado “PURO TANGO” en el Teatro Metropolitan I en la Calle Corrientes de Buenos Aires durante la temporada de verano.  
En mayo la Compañía representa PURO TANGO en Italia en los siguientes Teatros: el Teatro Ponchielli de Cremona; Grandteatro Geox de Padova; Palatenda Theatre de Brescia, Teatro Nuovo de Ferrara y finalmente en el Teatro Nuovo de Milano.
Durante los meses de junio y julio dicta clases y seminarios en distintas ciudades de Europa y participa de diversos festivales de tango, a saber: Sttutgart Alemania; Lebanon Beirut; Cumbre Mundial de Tango en Seinajoki, Finlandia; Festival de Tango en Berlín, Alemania; Orbetello, Puglia, Roma, Milán y Venecia, Italia
En octubre y noviembre realiza una gira por Italia y Grecia con el show Puro Tango: Roma: Teatro Olímpico; Napoli: Teatro delle Palme; Verona: Teatro Filarmonico; Trieste: Teatro Rossetti;  Padova: Gran Teatro Geox; Firenze: Teatro Verdi;  Parma: Teatro Regio; Bari: Teatro Team; Bergamo: Teatro Creberg, Bologna: Teatro Duse y Grecia: Atenas Teatro Badminton. Ese mismo año obtiene el Premio Konex - Diploma al Mérito como uno de los 5 mejores Intérpretes Masculinos de Musical de la década en Argentina.

Los espectáculos de la Compañía TANGO X 2, "PERFUMES DE TANGO", “UNA NOCHE DE TANGO”, “TANGOS DE LA CRUZ DEL SUR”, “SU HISTORIA”, “SU HISTORIA SEGUNDA PARTE”, “MIGUEL ANGEL ZOTTO ES BUENOS AIRES TANGO” y “PURO TANGO” han tenido una gran acogida en Buenos Aires, cuna del tango, realizando 21 años ininterrumpidos llegando a presentar 3 temporadas en el ’90; 2 temporadas en el ’94, 2 temporadas en el 96’; alternando sus espectáculos en los teatros más importantes de la calle Corrientes, y en las principales ciudades del mundo, por haber recuperado en el escenario la autenticidad del tango-danza.